# Mischverkehr
Als Mischverkehr, Mischbetrieb bzw. gemischter Verkehr bezeichnet man Verkehre, die mit unterschiedlichen Fahrzeugen, Betriebsweisen, Regelwerken oder Traktionsarten auf demselben Verkehrsweg gefahren werden. Der Gegensatz dazu ist der artreine Verkehr.

## Verkehrsplanung
Für ausdrücklich geplanten Mischverkehr in der Verkehrsplanung siehe Mischungsprinzip. Ansonsten wird auch Radverkehr auf der Fahrbahn als Mischverkehr bezeichnet, zum Beispiel in den Empfehlungen für Radverkehrsanlagen, dem für die Radverkehrsplanung wesentlichen Regelwerk der Forschungsgesellschaft für Straßen- und Verkehrwesen, vereinzelt auch als Mischverkehr mit Fußverkehr, der dann außerhalb oder abseits der Fahrbahn erfolgt.

## Öffentlicher Verkehr

### Einteilung
Mischverkehr tritt im öffentlichen Verkehr unter anderem in folgenden Fällen auf:
- Bei Tram-Trains. Hier verkehren Fahrzeuge sowohl auf Straßenbahn-/Stadtbahn- als auch auf Eisenbahn-Strecken.[2]
- Beim Betrieb von Eisenbahnstrecken mit verschiedenen Personenverkehrs-Zuggattungen, wie etwa Nah- und Fernverkehr.
- Beim Betrieb von Eisenbahnstrecken mit Personen- und Güterverkehr.[3][4]
- Beim Betrieb von Oberleitungsbus-Linien mit Oberleitungsbussen und Dieselbussen, siehe Oberleitungsbus#Mischbetrieb mit Omnibussen.
- Beim Straßenbahnverkehr mit straßenbündigen Gleiskörper.[5]
- Bei Linienverkehr mit verschiedenen Fahrzeugausstattungen. So etwa bei Betrieb mit Hoch- und Niederflurfahrzeugen, bei Computer- und Fahrergesteuerte Fahrzeugen, Fahrzeugen mit unterschiedlichen Zugsicherungssystemen[6] oder Mehrsystemfahrzeugen.

### Bewertung
Bei Mischverkehren beeinflussen sich die einzelnen Verkehrsarten gegenseitig. So können meist nicht alle Einzeloptima der Verkehrsarten zugleich erreicht werden. Das Gesamtoptimum einer Mischverkehrsstrecke stellt daher einen Kompromiss zwischen den Verkehrsarten dar.
Im Eisenbahnverkehr ergibt sich aufgrund der unterschiedlichen Geschwindigkeiten und Halteregime der Zugarten eine geringere Trassenkapazität auf den Strecken. Dies kann allerdings durch eine zeitliche Entmischung des Verkehrs verbessert werden. Dies kann auch wirtschaftliche Vorteile für das Eisenbahninfrastrukturunternehmen bieten. So wird Güterverkehr dazu genutzt, Strecken auch Nachts während der Betriebsruhe des Personenverkehrs auszulasten. Als Beispiel sei hier die Schnellfahrstrecke Hannover–Würzburg genannt, die nachts für den Güterverkehr reserviert ist. Auch im Konzept Netz 21 versuchte die Deutsche Bahn etwa ein Drittel ihre Strecken zum Mischverkehrs-Leistungsnetz auszubauen.
Ende der 1980er Jahre wurden 689 Kilometer (2,5 Prozent) des Bundesbahn-Netzes rein durch den Personenverkehr befahren, 6322 Kilometer (23 Prozent) ausschließlich durch den Güterverkehr. 20.273 Kilometer (74,5 Prozent) wurden im Mischverkehr befahren.
Im Straßenbahnverkehr kommt es im straßenbündigen Verkehr zu Konflikten zwischen Individualverkehr und Straßenbahnen.
Je höher die Belastung von Straßen mit Kraftfahrzeugen ist, desto höher muss auch die Taktfolgezeit der Bahnen sein und umgekehrt je geringer die Belastung der Straße mit dem Individualverkehr, desto dichter kann der Takt der Bahnen sein.
Ein unabhängiger Gleiskörper kann hier Abhilfe schaffen, bedeutet allerdings größeren Flächenbedarf.

### Beispiele
- RUBIN – Mischverkehr von automatischen und fahrergesteuerten U-Bahnbetrieb in Nürnberg.
- Karlsruher Modell – Mischverkehr von Straßenbahnfahrzeugen auf Eisenbahnstrecken.

### Sonstiges
- Lokomotiven, die für den Mischverkehr ausgelegt sind, werden als Universallokomotiven bezeichnet.
- Züge, die zugleich Güter- als auch Personenwagen transportieren, werden als Gemischte Züge bezeichnet.